# Allt för Honom

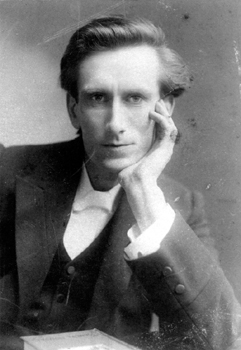
Författaren till Allt för honom, Oswald Chambers.

Allt för Honom (engelska: My Utmost for His Highest, ISBN 0-929239-99-7) är en samlingsvolym av Oswald Chambers predikningar för studenter och soldater, sammanställd av hans maka Gertrude Hopps efter Chambers bortgång. Boken är indelad i 365 stycken, ett stycke för varje dag på året, och tanken är att ett stycke skall läsas varje dag för andlig (kristen) inspiration. De första utgåvorna publicerades i England 1927 och i USA 1935 och därefter har den publicerats på ett flertal språk. 

## Upplagor i olika länder och språk
Boken har tryckts i England, USA, Kanada, Tyskland, Holland, Sydafrika, Danmark, Norge, Ungern, Frankrike, Finland, Kina, Sverige. Dessutom på spanska, bengali och hindi samt i blindskrift på engelska.

## I populärkulturen
1995 gav Myrrh Records och Word Records ut ett samlingsalbum med modern kristen musik under samma titel som boken, som en tribut. I albumet medverkade bland annat artister som Amy Grant, Sandi Patty, Bryan Duncan och Michael W. Smith. 